# Ноябрьское восстание 1918 года
Ноябрьское восстание 1918 года (также в украинской историографии — Ноябрьская революция (укр. Листопадова революція) — вооруженное восстание, поднятое на территории Галиции и Лодомерии в ночь с 31 октября на 1 ноября 1918 года Украинским национальным советом с помощью украинских сечевиков против правительства Австро-Венгрии. По итогам восстания была провозглашена независимость ЗУНР, тем самым вызвав недовольство Польской республики, в результате чего была начата Польско-украинская война.

## Предыстория
Во время распада Австро-Венгрии разнообразные по этническому составу земли Галиции и Лодомерии стали камнем преткновения между поляками и украинцами. Незадолго до восстания, 18 октября 1918 года был создан Украинский национальный совет. Совет предлагал правительству Австро-Венгрии создать украинскую национальную административную единицу в пределах империи, и официально объявил о её создании 20 октября 1918 года с благословения украинского греко-католического митрополита Андрея Шептицкого. Однако, столкнувшись с отказом австро-венгерского наместника в Галиции Карла Георга фон Гуйна признавать автономию, Совет поднял восстание.
В том же месяце при поддержке союзников был создан Польский ликвидационный комитет, который стремился присоединить всю Галицию к независимому польскому государству. Поскольку население города Лемберг (ныне Львов) было в основном польским, организаторы восстания обратились к Дмитрию Витовскому, сотнику украинских сечевых стрельцов, с помощью в координации восстания. Восстание первоначально было запланировано на 3 ноября 1918 года, однако заявление Ликвидационного комитета о намерении перенести свой штаб в Лемберг значительно ускорило ход событий, и Витовский выступил перед Советом 31 октября 1918 года с заявлением: «Если мы не возьмем Львов сегодня, то поляки возьмут его завтра».

## Ход восстания
Выступление сечевиков началось 1 ноября в 4 часа утра. Первыми выдвинулись отряды поручика Ильи Циокана. Он также сообщил в штаб, что австро-венгерские подразделения в городе занимают нейтральную позицию к восставшим. Вскоре отряд поручика Мартынца занял ратушу, в то время как 75 стрелков хорунжего Сендецкого заняли Галицкое наместничество и арестовали генерала Гуйна. Отряд Григория Труха занял комендатуру и арестовал генерала Пфеффера. Тем временем другие украинские подразделения уже заняли и разоружили городскую полицию, была захвачена радиостанция. Уже к утру повстанцы установили полный контроль над городом, и на львовской ратуше был поднят сине-желтый флаг. В 7 утра Дмитрий Витовский рапортовал Костю Левицкому о занятии Львова без потерь. Тогда же Военный Комитет был переименован в Украинскую Генеральную Команду.
В тот же день Гуйн передал все свои полномочия своему заместителю Децикевичу, который был украинцем, ссылаясь на манифест императора от 16 октября 1918 года Украинской Национальной Раде. К вечеру генерал Гуйн и чиновники австрийской администрации были отправлены поездом в Вену.

## Последствия
Вскоре после восстания начались боевые столкновения между польскими и украинскими активистами. В городской кофейне «Рим», расположенной на улице Академической, 25, поляки почти до смерти избили украинского солдата. В ответ украинцы бросили в кофейню гранату. Этот инцидент привел к началу битвы за Львов, приведшей к Польско-украинской войне.